# ワレンティナ・エゴロワ
ワレンティナ・ミハイロヴナ・エゴロワ（Valentina Mikhailovna Egorova、ロシア語: Валентина Михайловна Егорова、1964年2月16日 - ）は、ロシア・チュヴァシ共和国出身の元女子マラソン選手である。1990年代前半から後半にかけて活躍した。

## 経歴
1992年バルセロナオリンピックは、当時のソビエト連邦崩壊によりEUN代表として出場する。レース中盤でエゴロワは集団から抜け出して一旦はトップに躍り出るものの、レース後半の35km過ぎに有森裕子に追いつかれると、その後モンジュイックの丘へ駆け上がる急激な登り坂で、二人は壮絶なデッドヒートを演じた。陸上競技場へ入る直前、エゴロワが残り1km付近でのラストスパートで有森を引き離して、有森とはわずか8秒の差で見事に優勝して金メダルを獲得した。
1996年アトランタオリンピックは、ロシア代表として出場。中間点手前で飛び出し独走となったファツマ・ロバについていかず、2位集団で有森裕子らと集団待機となる。30kmで有森がスパートすると、エゴロワも間もなくして集団を抜け出し、その後有森をかわしたものの、結局金メダル獲得のロバに追いつく事は出来なかった。惜しくもエゴロワの五輪連覇はならなかったが2位に入り、五輪二大会連続メダルとなる銀メダルを獲得した。
2000年シドニーオリンピックにもロシア代表で出場したが、既に全盛期を過ぎた事も有り、メダル・入賞争いには殆ど加われないまま途中棄権に終わった。

## エピソード
ロシアという国は旧ソビエト連邦時代から東西に広大な領土を有しており、東西の端から端までの時差は半日近くにもなる。そのため、アトランタ五輪後、国家がまだ混乱状態にあったということもあるが、オーストラリアとの時差が小さい日本に練習の拠点を構え、日本の企業のチーム（岡部工務店）に属してさまざまな競技会に参加し、体を慣らしていった。それはシドニー五輪出場のためであったが、これがきっかけで日本にも多くのファンを有することとなったのである（バルセロナ、アトランタと2大会連続で有森とデッドヒートを演じて日本人の記憶に強く残っているという下地もあった）。TBSの『オールスター感謝祭』の「赤坂5丁目ミニマラソン」にもゲストランナーとして数回出走、人気を博していた。

## 主な戦績
- 自己ベストタイム 2時間23分33秒（1994年ボストンマラソン2位）
- 1992年 バルセロナオリンピック 金メダル 2時間32分41秒
- 1996年 アトランタオリンピック 銀メダル 2時間28分05秒
- 2000年 シドニーオリンピック 途中棄権
- 世界陸上選手権：1991年東京大会 途中棄権
- 東京国際女子マラソン（1990年4位、1991年2位、1992年4位、1993年優勝、1994年優勝、1995年2位、1999年3位）
- 大阪国際女子マラソン（1990年3位、1997年途中棄権）
- 名古屋国際女子マラソン（1996年3位、1998年5位、2001年11位）
- 長野オリンピック記念長野マラソン（1999年優勝、2000年2位、2001年途中棄権、2004年2位）